# ジョージ・スダルシャン
エンナカル・チャンディー・ジョージ・スダルシャン（E・C・G・スダルシャン、Ennackal Chandy George Sudarshan、1931年9月16日 - 2018年5月13日）はインド出身の理論物理学者であり、テキサス大学の教授である。
スダルシャンは、光コヒーレンス、スダルシャン・グラウバーのP表現、V-A理論、タキオン 、量子ゼノン効果、開放量子系とリンドブラッド方程式、スピン統計定理、非不変群、密度行列の正値写像、量子計算など、理論物理学の分野において数多くの貢献をしている。彼の貢献には東西関係、哲学、宗教も含まれる。

## 若齢期
スダルシャンはトラヴァンコール王国（現 インド・ケララ州）パロムで生まれた。キリスト教の一派のトマス派の家庭で育ったが、1954年に同級生でヒンドゥー教徒のラリタ(Lalitha)と結婚した際にキリスト教を棄教した。スダルシャンは自分自身を「ヴェーダーンタ学派のヒンドゥー教徒」だと考えていた。彼は、キリスト教を去った理由として、神に対する見方と霊的経験の欠如に関する意見の相違について言及している
。妻のラリタは1990年に亡くなつた。2人の間には3人の息子がいる。
彼はCMSカレッジ・コッタヤムで学び、1951年にマドラス基督教大学を優等で卒業した。1952年にマドラス大学で修士号を取得した。タタ基礎研究所(TIFR)に移り、ホーミ・J・バーバーと短期間共同で研究した。その後、ニューヨーク州のロチェスター大学に入学し、大学院生としてロバート・マーシャクの下で研究した。1958年にロチェスター大学からPh.D.を取得した。その後ハーバード大学に移り、ジュリアン・シュウィンガーの下でポストドクターとして研究した。

## 業績
スダルシャンは物理学の色々な分野で大きく貢献した。ロバート・マーシャクとともに弱い力のV-A理論を提唱し、これにより電弱理論への道を開いた。この理論は後にリチャード・ファインマンとマレー・ゲルマンによって広く知られるようになったが、ファインマンは、V-A理論がスダルシャンとマーシャクによって発見され、ゲルマンとファインマンによって公表されたことを認めている。スダルシャンはまた、今日ではスダルシャン・グラウバーのP表現として知られるコヒーレント光の量子表現を開発した。これによりロイ・グラウバーは2005年のノーベル物理学賞を授与されたが、スダルシャンの貢献は評価されなかった。
スダルシャンの最も重要な業績は、量子光学分野への貢献である。彼の定理により、古典的な波動光学が量子光学と等価であることが証明される。定理はスダルシャン表現を利用する。この表現はまた、純粋に量子的であり、古典的に説明することができない光学的効果を予測する。スダルシャンはまた、光よりも速く移動する粒子であるタキオンの存在を最初に提案した。彼は開放量子系の理論を記述する最も基本的な形式の1つであるdynamical mapsと呼ばれる形式を開発した。彼は、ベイッドヤーナス・ミスラ(Baidyanath Misra)と共同で、量子ゼノン効果を提起した。
スダルシャンと共同研究者は、ディラック方程式を使って磁気四重極の集束作用を調べることによって、「荷電粒子ビーム光学の量子論」を創始した。
彼は、タタ基礎研究所(TIFR)、ロチェスター大学、シラキュース大学 、ハーバード大学で教鞭を執った。1969年以降、テキサス大学オースティン校の物理学の教授、インド理科大学院の上級教授を務めていた。1980年代に断続的に5年間、チェンナイ数理科学研究所(IMSc)の所長を務め、在任中に研究所をセンター・オブ・エクセレンス(COE)へと変えた。
彼はまた、哲学者ジッドゥ・クリシュナムルティと会って多くの議論を行った。彼は2011年9月16日にIMScで80歳の誕生日を迎えた。
関心のある分野は、素粒子物理学、量子光学、量子情報、量子場理論、ゲージ理論、古典力学、基礎物理学である。彼はまたヴェーダーンタ学派にも深く関心を持っており、頻繁に講演を行っている。

## ノーベル賞を巡る論争
スダルシャンは1960年にロチェスター大学で量子光学の研究に取り組み始めた。2年後、ロイ・グラウバーは、古典電磁気学を用いて光学場を説明することを批判した。スダルシャンは、この理論により正確な説明ができると信じていたので、グラウバーの批判に驚いた。スダルシャンは彼のアイデアを表現した論文を書いて、グラウバーにプレプリントを送った。グラウバーは同様の結果をスダルシャンに伝え、後の論文では認めたが、自身の論文ではスダルシャンを批判した。「グラウバーはスダルシャンの表現を批判したが、彼自身の理論では典型的な量子光学現象を生成することができなかったので、スダルシャンの表現をP表現という別の名前で紹介した。最初グラウバーが批判したこの表現は、後にスダルシャン・グラウバーの表現として知られるようになった」とある物理学者は書いている。
スダルシャンはノーベル物理学賞を何度も逃がした。2005年にグラウバーがノーベル物理学賞を受賞したとき、スダルシャンにも賞が授与されるべきだと、何人もの物理学者がスウェーデン王立科学アカデミーに抗議し、論争が起こった。スダルシャンやその他の物理学者は、P表現は「グラウバー」よりも「スダルシャン」の方が寄与が大きいと主張する書簡をノーベル委員会に送った。書簡では、グラウバーは、スダルシャンの理論を批判した後、スダルシャンの理論を「P表現」に改名して自身の理論に組み込んだとしている。スダルシャンは未公開のニューヨーク・タイムズ宛ての書簡の中で、「スダルシャン・グラウバーの表現」は誤っていると言い、量子光学における文字通りの全ての理論的進展はスダルシャンの研究を活用たものであり、本質的に彼は突破口を開発したと主張している。
2007年、スダルシャンは『ヒンドゥスタン・タイムズ』に「2005年のノーベル物理学賞が私の研究に授与されましたが、私はそれを得ることができませんでした」と述べた。スダルシャンはまた、1979年のノーベル賞に選ばれなかったことについて、次のようにコメントした。「スティーヴン・ワインバーグ、シェルドン・グラショー、アブドゥッサラームは、私が26歳の学生だったときの仕事に基づいて理論を構築しました。もしあなたが建築の賞を授与するとして、1階を建てた人よりも先に2階を建てた人に賞を与えますか?」

## 受賞歴
- Kerala Sastra Puraskaram for lifetime accomplishments in science（2013年）
- ICTPのディラック・メダル（2010年）
- パドマ・ヴィブーシャン勲章（英語版）（インド政府から民間人に贈られる2番目に高位の勲章）（2007年）
- マヨラナ賞（2006年）
- TWAS賞（1985年）
- ボーズ賞（1977年）
- パドマ・ブーシャン勲章（インド政府から民間人に贈られる3番目に高位の勲章）（1976年）[18]
- C.V.ラマン賞（1970年）

## 書籍
- Doubt and Certainty（トニー・ロスマン（英語版）との共著）
- Classical Dynamics（Narasimhaiengar Mukundaとの共著）
- Fundamentals of Quantum Optics（ジョン・R・クラウダー（英語版）との共著）
- Introduction to Elementary Particle Physics（ロバート・マーシャクとの共著）
- From Classical to Quantum Mechanics: An Introduction to the Formalism, Foundations and Applications（Giampiero Esposito・Giuseppe Marmoとの共著）
- Pauli and the Spin-Statistics Theorem（Ian Duckとの共著）